# Santa Magdalena Jicotlán
Santa Magdalena Jicotlán là một đô thị thuộc bang Oaxaca, México. Năm 2005, dân số của đô thị này là 102 người.